# Bucloc
Bucloc é um município de  sexta classe de renda municipal (d) na província Abra, nas Filipinas. De acordo com o censo de 1 de maio  de  2020 possui uma população de 2 395 pessoas e 480 domicílios.